# Uffenheimer Kreis

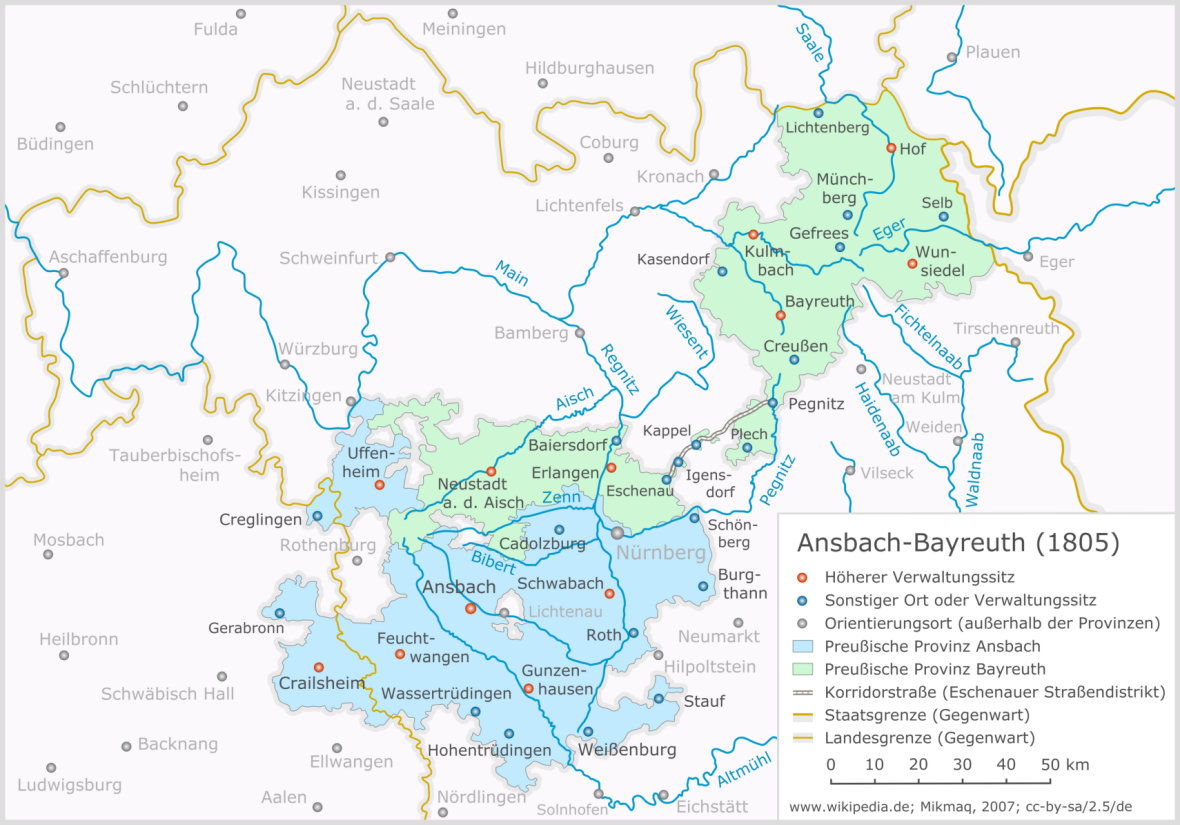
Ansbach-Bayreuth (nach territorialer Neuorganisation) im Jahr 1805

Der Uffenheimer Kreis war unter preußischer Verwaltung einer von sechs Landkreisen im Fürstentum Ansbach mit Sitz in Uffenheim.

## Geschichte
Der Uffenheimer Kreis bestand von 1797 bis 1806. Die Kreisbehörde hatte die Bezeichnung Kreisdirektorium. Er wurde hauptsächlich aus den Oberämtern Creglingen und Uffenheim gebildet. Es kamen einige Orte hinzu, die zuvor anderen Herrschaften unterstanden. Justiz und Verwaltung wurden getrennt. An Unterbehörden gab es die Justizämter Marktsteft, Prichsenstadt, Uffenheim, die Kammerämter Mainbernheim, Prichsenstadt, Uffenheim und die Magistrate Creglingen, Mainbernheim, Prichsenstadt, Uffenheim. Die Behörden wurden zunächst vom neuen Königreich Bayern übernommen, am 1. Oktober 1808 wurden diese dann aufgehoben. An ihrer Stelle wurden die Landgerichte Uffenheim, Marktsteft und das Herrschaftsgericht Markt Einersheim geschaffen, die sowohl für die Verwaltung als auch Justiz zuständig waren.

## Orte des Uffenheimer Kreises

### Justiz- und Kammeramt Uffenheim
Der Bezirk des Justiz- und Kammeramtes Uffenheim umfasste die ehemaligen Kastenämter Uffenheim und Creglingen (zum Teil). 1801 waren 94 Orte inbegriffen:
- Adelhofen
- Altenmühle bey Reinsbronn
- Archshofen
- Asbachshof
- Auernhofen
- Bergtheim
- Brackenlohr
- Brauneck
- Buchheim
- Bullnheim
- Burgstall
- Crainthal
- Creglingen
- Custenlohr
- Doctorsmühle bey Ipesheim
- Equarhofen
- Erdbach
- Ergersheim
- Ermetzhofen
- Frankenberg
- Frauenthal
- Freudenbach
- Fuchsmühle und Fuchshof bey Frauenthal
- Geilingsmühle bey Simmershofen
- Geislingen
- Geckenheim
- Gemeindsmühle bey Bullnheim
- Gollachostheim
- Grabenmühle
- Grosenharbach
- Grübmühle bey Equarhofen
- Güllichsheim
- Habermühle bey Mörlbach
- Hasenmühle bey Geckenheim
- Herrgotsmühle bey Nenzenheim
- Hinterpfeinach
- Hochenrothmühle bey Bullnheim
- Hollach
- Holdermühle
- Holzhausen
- Hummelsberg
- Ippesheim
- Jackenmühle bey Bullnheim
- Jörgleins Mühle
- Kellermühle zwischen Ermets- und Pfaffenhofen
- Kleinharbach
- Kleinwindsheimermühl
- Langensteinach
- Lanzenmühle bey Raisch
- Lehrhof
- Mittelmühle bey Uffenheim
- Mörlbach
- Nenzenheim
- Neuherberg
- Neuhof bey Franckenberg
- Neustetten
- Niederrimbach
- Niedersteinach
- Obermühle bey Ermezhofen
- Obermühle bey Uffenheim
- Pfaffenhofen
- Raisch
- Rannenmühle bey Buchheim
- Reinsbronn
- Riedmühle bey Uffenheim
- Rothheim
- Rudelshofen
- Schirmbach
- Schön
- Sechselbach
- Seemühle bey Mörlbach
- Senheim
- Senheimermühle
- Simmershofen
- Simonsmühle bey Pfaffenhofen
- Standorf
- Tauberzell
- Tauberzellermühle, die untere
- Uffenheim
- Uhlenmühle
- Ulsenheim
- Unterickelsheim
- Uttenhofen
- Vorderpfeienach
- Waldmannshofen
- Wallmersbach
- Wallmershofen
- Weidenhof
- Welbhausen
- Welbhausenmühle
- Wiebelsheim
- Ziegelmühle bey Pfaffenhofen
- Zölleinsmühle bey Raisch
- Zollhaus zum Hummelsteig

### Justizamt Markt Steft und Kammeramt Mainbernheim
Das Kammeramt Mainbernheim wurde gebildet aus den ehemaligen Kastenämtern Castell- oder Kleinlangheim, Creglingen (zum Teil), Mainbernheim und dem Vogteiamt Giebelstadt. Das Justizamt Markt Steft hatte die Gerichtsbarkeit inne. Insgesamt gab es im Bezirk 35 Orte:
- Beisenmühle
- Enheim
- Enheimermühle
- Gemeindsmühle bey Obernbreit
- Giebelstadt
- Gnodstadt
- Goßmannsdorf
- Hagenmühle
- Haid
- Hammermühle bey Kleinlankheim
- Hohefeld
- Kaastermühle bey Kleinlankheim
- Kleinlankheim
- Mainbernheim
- Mainstockheim
- Martinsheim
- Martinsheimermühle
- Michelfeld
- Neumühle bey Kleinlankheim
- Neuses am Berg
- Oberickelsheim
- Obernbreit
- Sandmühle bey Kleinlankheim
- Sand- oder Neumühle an Obernbreit
- Schernau
- Segnitz
- Sickershausen und Mühle
- Stefft
- Stephansberg
- Stierhöch- oder höfstett
- Weidenmühle
- Wiesenbronn
- Winterleinsmühle bey Obernbreit
- Wutschenhof sonst Steinfurth
- Wutschenmühle

### Justiz- und Kammeramt Prichsenstadt
Das Justiz- und Kammeramt Prichsenstadt trat an die Stelle des Kastenamtes Prichsenstadt. Es verwaltete den Grundbesitz, den es in folgenden Orten hatte:
- Prichsenstadt
- Oberlohemühle, Unterlohemühle
- Weismühle